# Дварёнайте, Маргарита
Маргари́та Дварёнайте (лит.  Margarita Dvarionaitė; 31 мая 1928, Лиепая, Латвия — 14 марта 2008, Вильнюс) — первая литовская женщина-дирижёр симфонического оркестра, педагог, пианистка, публицист, Заслуженная артистка Литовской ССР .

## Биография
Родилась 31 мая 1928 года в Лиепае. Была второй дочерью в семье пианиста, органиста и настройщика Казимераса и Клавдии Дварёнасов, племянницей композитора Балиса Дварёнаса. Рано начала заниматься музыкой, любовь к которой ей привил отец, обучавшийся игре на фортепиано в Петроградской консерватории. Он стал её первым учителем музыки, затем училась у тёти, певицы Юлии Дварёнайте-Монтвидене, большое влияние оказал и дядя Балис Дварёнас. Игре на фортепиано училась в Каунасе в музыкальной студии у Хелены Хербек-Хансен.
В 1943 году дебютировала как пианистка в балете Юозаса Пакальниса «Невеста» и до 1951 года играла на фортепиано в оркестре Каунасского оперного театра и работала аккомпаниатором.
В 1947 году окончила Каунасскую гимназию, в 1949 году — Каунасскую консерваторию по классу фортепиано Юргиса Карнавичюса.
В 1951 году поступила в Ленинградскую консерваторию, где сначала обучалась игре на органе и композиции, позже стала заниматься симфоническим дирижированием под руководством профессора И. А. Мусина, который оказал на неё наибольшее влияние. В Оперной студии Ленинградской консерватории дирижировала спектаклями «Евгений Онегин» П. Чайковского, «Риголетто» Дж. Верди и была положительно оценена профессурой. В 1957 году закончила консерваторию с дипломом дирижёра симфонического оркестра и вернулась в Литву.
Дирижировала симфоническими концертами в Вильнюсе, Каунасе и вскоре была приглашена в Литовский государственный театр оперы и балета, где в 1957—1961 гг. дирижировала оперными и балетными спектаклями: «Даля» Б. Дварёнаса, «Фра Дьяволо» Д. Обера, «Фауст» Ш. Гуно, «Вайва» В. Кловы, «Риголетто» Дж. Верди, «Евгений Онегин» П. Чайковского, «Эгле — королева ужей» Э. Бальсиса, «Лебединое озеро» П. Чайковского.
В 1961—1993 годы дирижёр симфонического оркестра Литовской национальной филармонии, некоторое время исполняла обязанности главного дирижёра. Под её руководством впервые прозвучали произведения литовских композиторов: «Пассакалия» и «Колыбельная пепла» Ю. Юзелюнаса, 1-я симфония А. Рекашюса, 1-я симфония В. Баркаускаса, «Вильнюсские акварели» В. Палтанавичюса. Также исполняла «Легенду» Ю. Пакальниса, «Пролог» Ю. Груодиса и др.
Как пианистка выступала как соло, в том числе и с произведениями литовских композиторов, так и в ансамбле с флейтистом Аугустинасом Армонасом.
В 1969—2000 годы — преподаватель Литовской консерватории (теперь Литовская академия музыки и театра), с 1990 года — Каунасского факультета консерватории.
Дирижёрская деятельность М. Дварёнайте продолжалась почти 34 года. Она гастролировала в Москве, Донецке, Харькове, Лиепае, Польше.
В течение почти 50 лет в периодической печати появилось более 160 её публикаций на разные темы, преимущественно о незаслуженно забытых оперных солистах, дирижёрах, композиторах, архитекторах, и других уже ушедших из жизни представителях мира искусства. Немало материалов было посвящено её уважаемому и незабываемому профессору Илье Александровичу Мусину. Часто выступала в теле- и радиопередачах, творческих вечерах. В течение нескольких последних лет готовила книгу «Щепотка из прошлого и настоящего» (портреты современников, воспоминания, рецензии, некрологи).
Муж — Аугустинас Армонас (1922—2017), флейтист и педагог.
Умерла 14 марта 2008 года в Вильнюсе на 80-м году жизни. Похоронена на Антакльнисском кладбище.

## Награды и почётные звания
За заслуги в развитии литовского искусства в 1975 г. присвоено почётное звание Заслуженной артистки Литовской ССР.
За заслуги перед Литовским государством в 1998 г. награждена Орденом Великого литовского князя Гядиминаса V степени (Рыцарским крестом).

## Грамзаписи
- Арии из опер литовских композиторов, симфонический оркестр Государственного академического театра оперы и балета ЛССР. Рижская фабрика грамзаписей Ligo, 1959, Д-5354
- В. Клова. Арии и сцены из оперы «Вайва». Симфонический оркестр Государственного академического театра оперы и балета ЛССР, дирижёр — М. Дварёнайте. фирма грамзаписи «Мелодия», 1959, Д-5340
- В. Палтанавичюс, «Вильнюсские акварели». Симфонический оркестр Государственной филармонии ЛССР, дирижёр — М. Дварёнайте. Фирма грамзаписи «Мелодия», 1967, 33Д-019578
- С. Шаминад, Концертино оп. 107; Г. Пёрселл, 2 песни; флейта — А. Армонас, партия фортепиано — М. Дварёнайте. Фирма грамзаписи «Мелодия», 1968, 33Д-23578
- Ю. Груодис. «Танец жизни» и Симфонический пролог. Симфонический оркестр Государственной филармонии ЛССР, дирижёр — М. Дварёнайте. Фирма грамзаписи «Мелодия», 1968, 1970, 33 Д-022637
- П. Чайковский, Ария Гремина из оперы «Евгений Онегин», солист — Антанас Кучингис (бас), симфонический оркестр Литовского радио, дирижёр — М. Дварёнайте. Фирма грамзаписи «Мелодия», 1969, 1990, 33Д-24401, 33Д-24402
- Б. Горбульскис, Концерт для тромбона с оркестром. Солист — С. Палюкас, симфонический оркестр Государственной филармонии ЛССР, дирижёр — М. Дварёнайте. Фирма грамзаписи «Мелодия», 1970, 33Д-28809, 33Д-28810
- IV Межреспубликанский конкурс юных исполнителей 1972 г., Вильнюс. Симфонический оркестр Государственной филармонии ЛССР. Фирма грамзаписи «Мелодия», 1973, 33 CM-03467-68
- Ю. Пакальнис, Героическая увертюра, симфонический оркестр Государственной филармонии ЛССР, дирижёр — М. Дварёнайте; Ю. Пакальнис, Танец с обручем из балета «Невеста» и «Плач», флейта — А. Армонас, партия фортепиано — М. Дварёнайте; Л. Повилайтис, Соната для фортепиано op. 4, фортепиано — М. Дварёнайте. Фирма грамзаписи «Мелодия», 1973, 33Д-034191, 33Д-034192
- Инструментальные пьесы: А. Ариости, Соната для виолончели и фортепиано. Виолончель - Р. Кальненайте, фортепиано — М. Дварёнайте. Фирма грамзаписи «Мелодия», 1980,  C10-14141